# جورج هنتر (ملاكم)
جورج هنتر (بالإنجليزية: George Hunter)‏ (22 يوليو 1927 – 14 ديسمبر 2004) هو ملاكم جنوب أفريقي راحل، مثّل بلاده في الألعاب الأولمبية الصيفية 1948.

## روابط خارجية
جورج هنتر على موقع بوكس ريك (الإنجليزية) (registration required)
- جورج هنتر على موقع أوليمبيديا (الإنجليزية)